# المكتبة المركزية في جامعة الإمام محمد بن سعود الإسلامية
تعتبر مكتبة الأمير سلطان للعلوم والمعرفة إحدى الروافد العلمية للجامعة باعتبارها المصدر الرئيسي لتوفير المعلومات العلمية للباحثين والرواد من داخل الجامعة وخارجها، وتعد المكتبة المركزية من أكبر المكتبات التابعة لجامعة الإمام محمد بن سعود الإسلامية، وتضم مجموعة متنوعة من المعلومات.
وتتمثل رؤية المكتبة في السعي لأن تكون مكتبة جامعية متميزة تستفيد من مصادر وتقنيات المعلومات والاتصالات؛ لإيجاد بيئة معلوماتية متوفرة عبر الحيز المكاني والافتراضي الرقمي لخدمة احتياجات المستفيدين التعليمية والبحثية والفكرية.

## ومن أهداف المكتبة
1. توفير كافة مصادر المعلومات بمختلف أشكالها وأنماطها، ومعالجة هذه المصادر فنيآ بما يسهل إتاحتها.
2. توفير قواعد المعلومات، التخصصية منها والعامة المحلية والعربية والعالمية لخدمة العملية التدريسية والبحثية.
3. العمل على استقطاب الجهاز الفني والإداري بناء على الكفاءة التخصصية
4. حفظ التراث العربي والإسلامي المتمثل بالمخطوطات والوثائق وإتاحتها بمختلف السبل التقليدية كمصورات ورقية أو على أقراص (سي دي) اوعبر قواعد المعلومات
5. العناية بالرسائل العلمية المعدة بالجامعة أو خارجها والعمل على إتاحتها.
6. تجهيز ببليوجرافيات محلية وعالمية وإتاحتها للمؤسسات المعنية بالأبحاث والدراسات[1]

## ومن خططها القادمة
تحويل جزء كبير من الرسائل الجامعية لمرحلتي الماجستير والدكتوراه
إلى صيغ رقمية إلكترونية على صيغة بي دي إف وكذلك المخطوطات، ونشرها على موقعها الإلكتروني.

## ومن انجازاتها الرئيسية
1. تصميم نظام حاسوبي محلي خاص بالفهرسة ويتفق مع الصفات الخاصة التي تتصف بها مجموعة المكتبة المتمثلة بكتب التراث العربي والإسلامي.
2. توفير قاعدة معلوماتية لمستخلصات البحوث الأكاديمية لما يفوق الألف جامعة حول العالم، وتعد من أفضل مصادر المعلومات لأبحاث رسائل الدكتوراه والماجستير الغربية.
3. أحتواء المكتبة مخطوطات قديمة موجودة في قسم المخطوطات، ويحوي القسم قرابة 9120 مخطوطة أصلية، إضافة إلى 530 مخطوطة مصورة على ورق، كما تحتوي 11780 مخطوطة مصورة على ميكروفيلم.
4. الحصول على جائزة التميز في استخدام الفهرس العربي الموحد[3]